# Boris Schnuchel
Boris Schnuchel (født 15. marts 1975 i Flensborg) er en dansk tidligere håndboldspiller, der spillede næsten hele karrieren for KIF Kolding København. Da han indstillede karrieren i 2014 var han den mest vindende spiller i Dansk klubhåndbolds historien, og havde klubrekorden for flest kampe med 588, indtil han blev overgået af Bo Spellerberg i sæsonen 15/16.
Han spillede 37 kampe på det danske landshold, hvor han scorede 84 mål. Han fik debut i 2000 mod Spanien.
Udenfor håndboldbanen, var Boris Schnuchel i en årrække medejer af Café Kompromis på Akseltorv i Kolding, ligesom han driver IT-firmaet dataXpressen.

## Kluboversigt
- KIF Kolding siden 1997
- Over Jerstal